# Jacobo Langsner
Jacobo Langsner   (Romuli, 23 de juny de 1927 - Buenos Aires, 10 d'agost de 2020) fou un dramaturg d'important presència al teatre uruguaià i argentí a partir de 1950. Va nàixer el 23 de juny de 1927 en Romuli, Romania, però des de molt menut va residir a Montevideo.

## Teatre
- El hombre incompleto - Sala Verdi, Montevideo, 1951.
- El juego de Ifigenia - Teatro Solís, Montevideo, 1953.
- Los artistas - Sala Verdi, Montevideo 1954.
- Los elegidos estrenat simultàniament en Buenos Aires i Montevideo 1958.
- Esperando la carroza - Comedia Nacional, Montevideo, 1962.
- Ocho espías al champagne - Sala Verdi, Montevideo 1971.
- El tobogán - Teatro Odeón, Montevideo, 1973.
- Una corona para Benito - Compañía China Zorrilla. Teatro Odeón, Montevideo 1973.
- El terremoto - Compañía Virginia Lagos, Buenos Aires.
- La gotita - Compañía Brandoni-Bianchi, Buenos Aires.
- L'any 1975 viatja cap a Madrid on va viure sets anys, durant els quals se estrenan Esperando la carroza, al Teatro del Centro i Paternoster al Teatro Payró l'any 1981.
- La planta - Comedia Nacional, Montevideo.1981.
- Una margarita llamada Mercedes - Compañía China Zorrilla. 1984.
- De mis amores con Douglas Fairbanks - Teatro El Galpón, Montevideo
- 1992
- Locos de contento - Compañía Oscar Martínez- Mercedes Morán
- Otros paraísos - Norman Brisky i Cristina Banegas, Teatro Municipal Gral. San Martín, Buenos Aires i Comedia Nacional, Montevideo.